# Wolfgang Lange (Pädagoge)
Wolfgang Lange (* 6. Juni 1921 in Buchholz, Kreis Annaberg; † 25. Februar 1977 in Dresden) war ein deutscher Hochschullehrer und Professor für Methodik der Datenverarbeitung/Mathematik.

## Leben
Seine Tätigkeit als Pädagoge begann im Jahre 1946 in der Berufsschule von Annaberg als Neulehrer. Von 1951 studierte er. Das Studium beendete er 1951 als Diplomgewerbelehrer. Im Jahre 1954 promovierte er im Fach der Erziehungswissenschaften.
Im Jahre 1955 begann er nach Berufung mit einer Dozentur an der TU Dresden, die 1961 zur Berufung zum Dozenten und 1963 zur Ernennung zum Professor für Methodik der Datenverarbeitung/Mathematik führte. Von 1964 bis 1968 leitete er das Institut für Methodik der Mathematik und Naturwissenschaften als Direktor. Als Verdienter Lehrer des Volkes wurde er 1968 ausgezeichnet. 
Seit 1969 wirkte er auch als Verantwortlicher der Fachrichtung Datenverarbeitung in der Lehrerausbildung. Als Direktor der Sektion Berufspädagogik der Technischen Universität Dresden nahm er spezifische Aufgaben in den Jahren von 1972 bis 1977 wahr. 

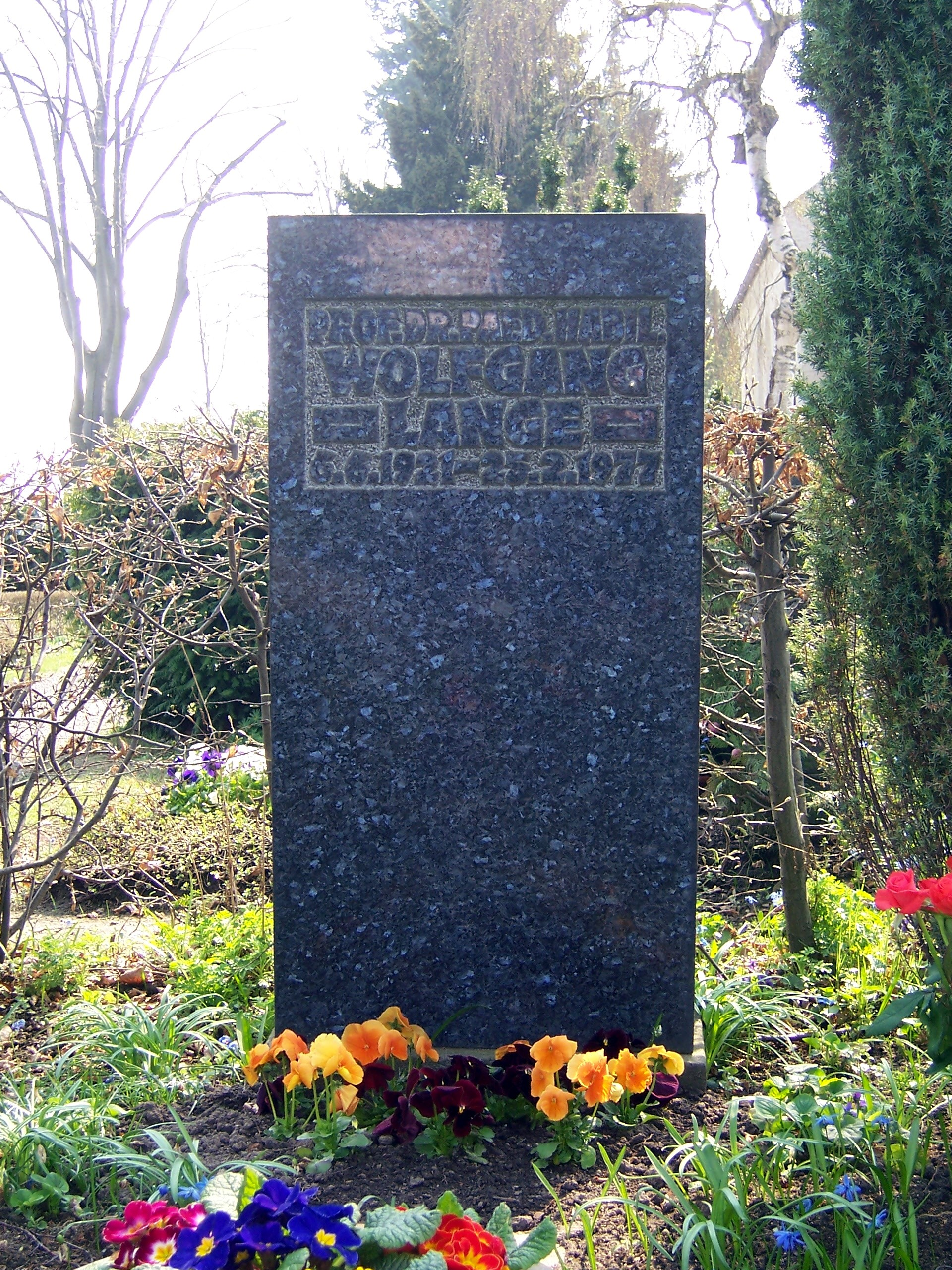
Grab von Wolfgang Lange auf dem Dölzschener Friedhof in Dresden.

Er verfasste über 40 Arbeiten auf dem Gebiet der Mathematikmethodik im Rahmen der Ausbildung von Nachwuchskräften. Die Inhalte der Veröffentlichungen ergaben sich aus praxisnahen Schulversuchen. So leitete er in Dresden an einer Versuchsschule von 1964 bis 1968 eine Arbeitsgruppe im Komplexversuch zur Analyse und Weiterentwicklung des Mathematikunterrichts.
Er arbeitete auch an der Vertiefung und Gestaltung von Lehrplänen mit, so zum Beispiel an der Umsetzung des „Mathematikbeschlusses“ vom Dezember 1962. Seine letzten Arbeiten befassten sich mit einem Facharbeiterbuch für die Datenverarbeitung und die Ergänzung  der zugehörigen methodischen Hinweise für Lehrer. 
Er wirkte auch in übergeordneten Gremien wie der Zentralen Staatlichen Kommission für Mathematik im Ministerium für Volksbildung (MfV) (1) von 1962 bis 1969 mit. In der Redaktion der Zeitschrift Mathematik für die Schule arbeitete er seit 1961 mit. Ab dem Jahre 1969 stellte er seine Erfahrungen der Zentralstelle für Bildung der VVB Maschinelles Rechnen zur Verfügung. 
Weiterhin war er aktives Mitglied in der Gesellschaft für Deutsch-Sowjetische Freundschaft und der LDPD. Nach einer schweren Erkrankung starb er am 25. Februar 1977. Sein Grab befindet sich auf dem Friedhof Dölzschen in Dresden.

## Schriften
- Mathematik: Ergänzungen für Berufsausbildung mit Abitur (1963)
- Mathematik für die Berufsausbildung: Facharbeiter für Datenverarbeitung, Berlin 1983 (neu herausgegeben von Udo Uebrick und Engelbert Bien)